# فيرست
فيرست (بالإنجليزية: FIRST) أو اختصارًا لـ For Inspiration and Recognition of Science and Technology أي للإلهام والاعتراف بالعلوم والتكنولوجيا. هي مؤسسة تأسست على يدي دين كامين سنة 1989 بهدف تطوير الطلاب وادخالهم في مجالات ستيم (العلوم والتقنية والهندسة والرياضيات). تضم فيرست عدة مسابقات لأجيال مختلفة وهي (إف تي سي، إف آر سي، إف إل إل).

## هدف فيرست
فيرست تسعى إلى تعزيز العمل الجماعي والتعاون بين المهندسين والتشجيع على منافسة الفرق لكي تثير لديهم الشعور بالودية بين بعضهم البعض، مساعدة بعضهم بعضا عند الضرورة. الشعور بالمسؤولية لدى الطلاب والقيم في المنافسة الشريفة والتحدي دون تردد مهما كانت النتائج. غالبا ما يطبق على هذه الروح «كريمة الاحتراف» وهو مصطلح يدعم احترام المرء تجاه المنافسين والنزاهة في منافسة واحدة. كما قال دين كامين: أن فيرست هدفها ليس بناء الروبوتات والمنافسة، إنما تنمية جيل جديد من الشبان والشابات المثقفين من الناحية التقنية والعلمية لكي ينضموا إلى مجال الهندسة والتقنية في طريقة ممتعة ومثيرة للاهتمام في المستقبل.